# Huanggang (socken i Kina, Henan)
Huanggang (kinesiska: 黄岗, 黄岗乡) är en socken i Kina. Den ligger i provinsen Henan, i den centrala delen av landet, omkring 240 kilometer söder om provinshuvudstaden Zhengzhou. Antalet invånare är 30500. Befolkningen består av 16 150 kvinnor och 14 350 män. Barn under 15 år utgör 27,0 %, vuxna 15-64 år 63 %, och äldre över 65 år 8,0 %.
Genomsnittlig årsnederbörd är 1 092 millimeter. Den regnigaste månaden är augusti, med i genomsnitt 222 mm nederbörd, och den torraste är december, med 14 mm nederbörd.